# 튀르케스탄붉은우는토끼
튀르케스탄붉은우는토끼 (Ochotona rutila)는 우는토끼과에 속하는 포유류의 일종이다. 카자흐스탄, 키르키스탄, 타지키스탄, 우즈베키스탄에서 발견되며, 아프가니스탄과 중국에서도 서식하는 것으로 추정하고 있다. 바위 서식지를 좋아하며, 파미르와 기사르, 텐산 산맥 지역에서 주로 발견된다.